# Radna vas
Radna vas – wieś w Słowenii, w gminie Mokronog-Trebelno. W 2018 roku liczyła 38 mieszkańców.